# 第年秒
第年秒（だいねんびょう、ディニェンミャオ、1985年 - ）は、中華人民共和国の漫画家。男性。中国東部の安徽省阜陽市出身、浙江省杭州市在住。本名および以前のペンネームは胡偉（フー・ウェイ）。
『週刊少年ジャンプ』において、作画のみでなく原作も担当した漫画を掲載した作家としては初めての外国人漫画家。
特に敬愛する漫画家として冨樫義博、あだち充、鳥山明の3名を挙げている。
集英社のウェブコミック配信サイト『少年ジャンプ+』にて、「群青のマグメル」を連載。第一部は完結した（日本語版の第一部は中文版の第一部と第二部に相当）。また、「屍者の13月」を2021年まで連載。

## 経歴
幼いころより漫画家を志す。2007年に短篇「算了，还是看漫画吧！（もういいや、漫画でも読もう！）」が新聞に掲載され、本名の胡伟（胡偉）を筆名としてデビューする。漫画雑誌でのデビュー作は『卡通王』に掲載された短編「苞」である。
2009年に短編歴史漫画「广武威卫局之那个四子」が第6回金竜賞の少年漫画賞にノミネート。2009年12月に広州漫友文化科技発展有限公司（漫友雑誌社）のフルカラー漫画雑誌『漫画SHOW』にて初の長編作品である武侠漫画「長安督武司」の連載を開始。この前後に漫画の執筆に適した環境を求めて杭州市に移り住む。「長安督武司」は好評を博し2010年の第7回金竜賞の最佳少年漫画賞（最優秀少年マンガ賞）を受賞する。2012年に中国の漫画制作会社である夏天島工作室（SummerZoo）へ加入。筆名に以前からの微博アカウント名である第年秒を付け加え、胡伟（第年秒）と表記するようになる。だが2013年9月に『漫画SHOW』が突然廃刊となり連載が中止。以降もウェブコミック投稿サイト『有妖気』にてモノクロ版の掲載を断続的に行っていたが、著作権契約上の問題から2015年8月を最後に掲載を中断する。数年をかけて問題の解決を図るが、2018年に事実上断念せざるを得なくなったことを公表した。
2014年2月に翻翻動漫文化芸術有限公司の『漫画行』にて初のモノクロ漫画連載となる短期集中連載「5秒童話」を発表。連載開始時は以前通りに本名と微博アカウント名を併記していたが連載中に筆名を第年秒のみに改める。2014年9月に同誌で長編作品「拾又之国」の連載を開始する。2019年8月に第二部完。
2014年12月より「5秒童話」の日本語版が集英社のウェブコミック配信サイト『少年ジャンプ+』で掲載される。次いで、2015年6月より同サイトにおいて「拾又之国」の日本語版が「群青のマグメル」として連載され、2019年9月に第一部完（日本語版の第一部は中文版の第一部と第二部に相当）。「群青のマグメル」は2019年にアニメ化される。
2015年12月に『週刊少年ジャンプ』で短編「殺し屋ドミノ」が掲載される。外国人が作画のみでなく原作も担当した漫画が掲載された事例としては、『週刊少年ジャンプ』史上初となる。「殺し屋ドミノ」は中国で以前に執筆された未発表作の「多米诺杀手」が日本語化されたものである。
2016年には日中で協力しての漫画の執筆に挑戦。8月に掲載された「ファミリーゲーム」は、作者にとってはじめて日本の編集部と打ち合わせを行った作品である。
2016年12月に以前より夏天島工作室から脱退していたことを告白する。同月には、契約上のトラブルの被害を受け続け改善が見られないことにより契約更新を辞退したという事実を、有名漫画家の夏達が公表していた。夏達の告発した内容は不透明な会計や報酬、雇用条件の食い違い、現在の連載への妨害行為など多岐にわたる。夏達に続き、脱退の意向や既に脱退していることを公表した漫画家は2017年1月時点で32名に及ぶ。その中には第年秒や日本でもアニメが放送された『縁結びの妖狐ちゃん』（原題：狐妖小红娘）の小新など、夏天島工作室の主力を担っていた漫画家も含まれる。第年秒は夏天島工作室脱退とともに翻翻動漫の制作部に移籍していたことを明かす。著作のうち、短編作品や翻翻動漫で連載した「5秒童話」と「群青のマグメル」については、夏天島工作室の保持していた掲載権などが翻翻動漫に移管されることとなった。そのため現在のところこれらの権利者の表記を第年秒と夏天島工作室とするケースと、第年秒と翻翻動漫（またはその制作部である良筑良作）とするケースが混在している。
夏天島が「群青のマグメル」の著作権の帰属を主張し、アニメ化を主導する翻翻動漫と杭州一翻風瞬文化創意有限公司に対してアニメ制作の中止や損害賠償を求める訴訟を起こしたため、第年秒（本名：胡伟）も第三人（参加人）として裁判に参加。2019年2月の第一審判決で著作者は胡伟のみと認められ、夏天島の訴えは退けられた。2019年3月13日、第年秒は微博にて第一審での翻翻動漫サイドの勝訴を公表する。夏天島は3月14日に第年秒への非難声明を微博へ投稿し、その中で控訴状が受理されたことを発表。裁判や声明における事実の歪曲を第年秒から指摘されるが、夏天島は第年秒の指摘を引用した上で公然と誹謗中傷を行う。2019年11月4日、夏天島は判決を経ずに協議にて著作権侵害紛争が解決したと声明を出す。具体的な協議内容は非公表だが、これ以後も「群青のマグメル」や短編作品の商品展開は夏天島の関与を受けずに行われている。
2019年9月よりテンセントのウェブコミック配信サイト『騰訊動漫』にて「日月同错」を連載中。
2020年3月より『少年ジャンプ+』にて「日月同错」の日本語版が「屍者の13月」2021年終了。

## 作品リスト
日本語版
連載
- 「5秒童話」、集英社、『少年ジャンプ+』、2015年7月3日発売、ISBN 978-4-08-880523-8

- 原本：「5秒童話」、翻翻文化传媒（発行）、『漫画行』2014年1～8期連載、2014年8月発売、ISBN 978-7-5322-9161-8

- 「群青のマグメル」、集英社、『少年ジャンプ+』、既刊4巻（電子版既刊8巻）、2015年〜発売

- 原本：「拾又之国」、翻翻文化传媒（発行）、『漫画行』、2014年15期〜連載、2015年4月〜発売

- 「ファミリーゲーム」、集英社、『少年ジャンプ+』、2016年35号（8月1日〜8月5日）連載

- 中文版：「漫画・家・戦争」、翻翻文化传媒（発行）、『漫画行』、2016年18〜21期連載

- 「屍者の13月」、集英社、『少年ジャンプ+』、2020年18号（3月31日）〜2021年終了

- 原本：「日月同错」、テンセント、『騰訊動漫』、2019年9月17日〜連載中

短編
- 「殺し屋ドミノ」、日本語台詞協力：鋼屋ジン（ニトロプラス）、集英社、『週刊少年ジャンプ』、2016年2号掲載、「群青のマグメル」3巻に収録

- 中文版：「多米诺杀手」、翻翻文化传媒（発行）、『漫画行＋』、短編集「最弱英雄传说」に収録

- 「追想フラグメント」、集英社、『少年ジャンプ+』、2016年31号（7月8日）掲載

- 原本：「二想」、漫友雑誌社（発行）、『漫画SHOW』、2013年27期（8月号上）掲載、短編集「最弱英雄传说」に収録

- 「ハイッ!ホイッ!! ホワァタァ!!! ～巡る因果の狂騒曲～」、集英社、『少年ジャンプ+』、2018年6号（1月9日）掲載

- 原本：「喝！哈！啊哒！」、作者の微博にて発表、2014年9月28日、短編集「最弱英雄传说」に収録

- 「史上最弱英雄伝説」、集英社、『少年ジャンプ+』、2019年14号（3月5日）掲載

- 原本：「史上最弱英雄传说」、漫友雑誌社（発行）、『漫画SHOW』、2012年46・47期（11月号上）掲載、アンソロジー「漫画秀短篇集2：幻想异次元」・短編集「最弱英雄传说」に収録

中文版
連載
- 「長安督武司」、既刊8巻、漫友雑誌社、『漫画SHOW』、2011年〜発売
- 「杂鱼命」（脚本：第年秒。漫画：真理之扉）、快看世界（北京）科技有限公司、『快看漫画』、2018年1月18日〜2018年3月24日連載

短編集
- 「最弱英雄传说」、翻翻文化传媒（発行）、北京联合出版公司、2020年3月発売、ISBN 978-7-5596-3960-8

- 既発表作品（一部は改題）：「嗬！哈！啊哒！」「最弱英雄传说」「算了，还是看漫画吧！」「二想」「多米诺」
- 描き下ろし：「女朋友！」

短編
- 「苞」、上海卡通王雑誌社、『卡通王』
- 「算了，还是看漫画吧！」、2007年、短編集「最弱英雄传说」に収録

- 「广武威卫局之那个四子」、漫友雑誌社、『少年S』

## 映像化作品
- 「群青のマグメル」（2019年）- 全13話[24]